# NGC 7033
NGC 7033 ist eine elliptische Galaxie vom Hubble-Typ E/S0 im Sternbild Pegasus am Nordsternhimmel. Sie ist schätzungsweise 416 Millionen Lichtjahre von der Milchstraße entfernt und hat einen Durchmesser von etwa 95.000 Lichtjahren. Gemeinsam mit NGC 7034 bildet sie das isolierte, gravitativ gebundene Galaxienpaar KPG 554.
Das Objekt wurde am 17. September 1863 von Albert Marth entdeckt.